# Les Enfants de Blanche

Les Enfants de Blanche est un roman français de Régine Deforges publié en 1982 aux Éditions Fayard. Il s'agit de du troisième volet de la trilogie Sur les bords de la Gartempe, après Blanche et Lucie et Le Cahier volé.

## Résumé
Blanche met au monde sa troisième fille, Marguerite, en 1902. 
Léon et elle ouvrent un bazar en gérance, et Blanche met au monde un fils, Jean-Pierre, qui meurt en bas âge.
En 1908, Blanche a de nouveau un fils, Jean, mais elle perd sa mère la même année.
Puis viennent au monde Solange, Bernadette en 1914, André en 1917. 
Son fils Jean se blesse en jouant, et perd un œil. 
Les parents d'André, le prétendant de Geneviève depuis leur plus tendre enfance, refusent qu'il épouse la jeune fille car elle n'a pas de dot. De dépit, en 1920, Geneviève épouse un autre ami d'enfance, Paul.
Blanche, déjà âgée, met au monde une petite fille atteinte du syndrome de Down (trisomie 21), Marie-Anne (surnommée Mamy). 
Entretemps, sa belle-sœur Émilia a eu des jumelles : Jacqueline et Françoise. 
Geneviève a à son tour un enfant, un garçon. Sa sœur Thérèse se marie aussi. 
En 1925 Geneviève met au monde un second fils, Jacques. En 1926, c'est au tour de Thérèse de devenir maman, avec sa fille Ginette. 
Jean souhaite devenir aviateur et intègre une école d'aviation à Paris, mais son œil mort l'empêche de concrétiser son projet. Il finit donc par aller travailler  dans une usine à Nantes.
Léon meurt d'une pneumonie en 1932. Blanche est licenciée et part à Paris comme dame de compagnie, en laissant sa plus jeune fille Mamy aux bons soins de sa fille Bernadette et de l'amie de la famille, Titine.

## Éditions
- Regine Deforges, Les Enfants de Blanche, Fayard, 1982 (BNF 34671155)